# 堂島リバービエンナーレ
堂島リバービエンナーレ（どうじまリバービエンナーレ、DOJIMA RIVER BIENNALE）は、堂島リバーフォーラムが毎年夏に行うホール主催イベントのひとつ。2009年がビエンナーレとしては初回。
2008年は「レゴで作った世界遺産展」が開催された。

## 開催概要
「堂島リバービエンナーレ」は堂島川のほとりに位置する堂島リバーフォーラムが隔年で開催する現代アートの祭典。
2015年は7月25日から8月30日まで “Take Me To The River”と題し開催される。

### 堂島リバービエンナーレ2009
第一回目は、『リフレクション：アートに見る世界の今（Reflection : The World Through Art）』と題し、南條史生（森美術館館長）がアートディレクターを務めたアジアにおける最大級の国際美術展「シンガポールビエンナーレ」（第1回展 2006年、第2回展2008年）の出品作品の中から政治的、社会的、文化的な問題提起を行う選りすぐった作品、26点が展示された。
- 主催：堂島リバーフォーラム
- アートディレクター：南條史生（森美術館館長）
- キュレーター：窪田研二
- 開催期間：平成21年8月8日～9月6日
- 企画協力：ナンジョウアンドアソシエイツ

参加アーティスト：

会田誠（日本）、アルフレド＆イサベル・アキリザン（フィリピン）、アクタン・アブディカリコフ（キルギス）、ジェーン・アレキサンダー（南アフリカ）、イーラン・イー（マレーシア）、トマス・オチョア（エクアドル）、ホセイン・ゴルバ（イラン）、シュー・ビン（中国）、スーハ・ショーマン（パレスチナ）、ツェ・スーメイ（ルクセンブルク）、レオニド・ティシコフ（ロシア）、ドリック・ピクチャー・ライブラリー（バングラデシュ）、チャーリー・ニジンソン（アルゼンチン）、福田龍郎（日本）、セルジオ・プレゴ（スペイン）、イサック・ベルビック（ボスニア・ヘルツェゴビナ）、ツーニェン・ホー（シンガポール）、松蔭浩之（日本）、ファハド・モシリ＆シリン・アリアバディ（イラン）、フリオ・セサール・モラレス（メキシコ）、アイザック・モントーヤ（スペイン）、クレア・ランガン（アイルランド）、ディン・Q・リー（ベトナム）、リー・キーボン（韓国）、クリスティナ・ルーカス（スペイン）、ジョシュア・ヤン（シンガポール）　（順不同、五十音順）

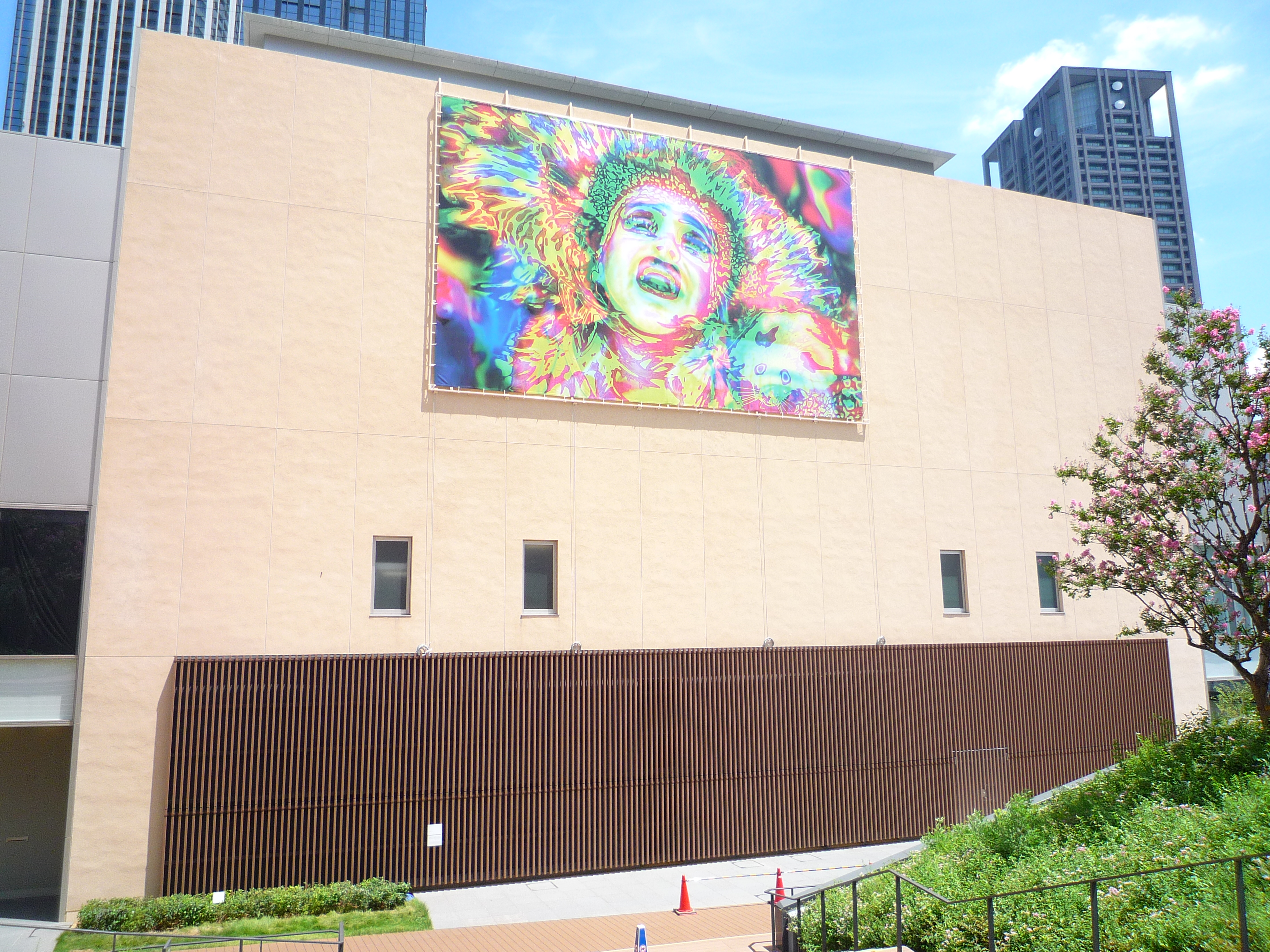
Issac Montoya「Fantasmas」2008
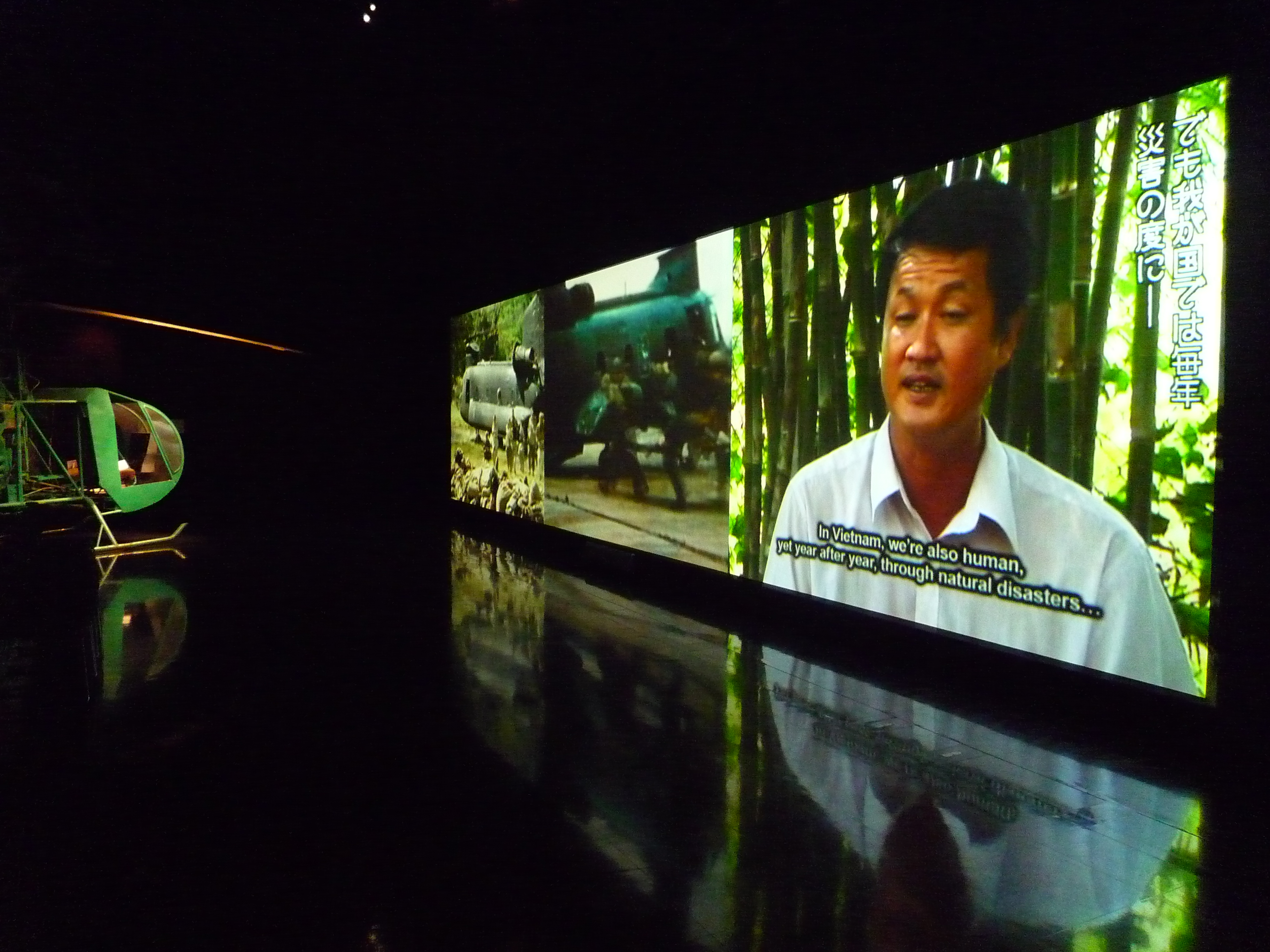
Dhin Q Le with Quoc Hai and Le Tran,Danh Van「The Famers and the helicopters.」2006

### 堂島リバービエンナーレ2011
第二回目は、飯田高誉（青森県立美術館チーフ・キュレーター）をアーティスティック・デ
ィレクターに迎え「ECOSOPHIA（エコソフィア）」と題した展示が行われた。3月の大震災を厳しく受け止め、これからの地球のあり方を、アートと建築というテーマのもとに自然環境、社会環境、人間の心理の3方向から考察する。

「ECOSOPHIA」にはエコの哲学を実践する惑星、という意味がこめられており、地圏、水圏、気圏という領域で未来に向けての地球のヴィジョン、新たな自然観、世界像を指し示す空間を会場全体で見せていきます。
- テーマ：“ECOSOPHIA” ～アートと建築～
- 会場：堂島リバーフォーラム
- 会期：平成23年7月23日(土)～8月21日(日)
- 主催：堂島リバーフォーラム
- 企画制作：堂島リバーフォーラム
- アーティスティック・ディレクター：飯田高誉（青森県立美術館チーフ・キュレーター）
- アソシエート・ディレクター：生駒芳子
- 空間構成：JTQ 谷川じゅんじ

参加アーティスト：
- アニッシュ・カプーア “PLACE/NO PLACE”

地圏

楽園の象徴——都市、森、砂漠
- アート：石井七歩、新津保建秀＋渋谷慶一郎、大庭大介、安部典子、齋藤雄介
- 建築：磯崎新、藤村龍至、浅子佳英

水圏

生命体の象徴——海、川、池
- アート：杉本博司、チームラボ、池田剛介、杏橋幹彦
- 建築：原口啓＋三木慶悟、柳原照弘、永山祐子

気圏

天地創造と精神の象徴——大気、宇宙
- アート：森万里子、青山悟、マーティン・クリード
- 建築：隈研吾

- 音楽：坂本龍一